# Os-Marsillon
Os-Marsillon település Franciaországban, Pyrénées-Atlantiques megyében. Lakosainak száma 548 fő (2022. január 1.). Os-Marsillon Abidos, Artix, Lacq, Lagor, Mourenx, Noguères, Pardies, Lahourcade és Lacq községekkel határos.

## Népesség
A település népességének változása:
| Lakosok száma | 477  | 524  | 557  | 533  | 534  | 536  | 537  | 544  | 548  |
|               | 2013 | 2015 | 2016 | 2017 | 2018 | 2019 | 2020 | 2021 | 2022 |